# 三遊亭美よし
三遊亭 美よし（さんゆうてい みよし、1995年5月10日 - ）は、落語芸術協会に所属する女流落語家。三遊亭遊吉門下の二ツ目。本名∶村田 みゆき。出囃子は江利チエミの『ガイ・イズ・ア・ガイ』。

## 経歴
富山県高岡市出身。古府小学校、伏木中学校、高岡南高校、近畿大学文芸学部英語コミュニケーション学科卒業。高校まではバドミントン一筋で、大学在学中もアルバイトでヨガのインストラクターを務めるなど落語は縁遠い存在だったが、大学4年の時に大阪の天満天神繁昌亭に「たまたまふらっと入った」のがきっかけで一気にのめり込み、多い時は週3回も通っていた。
大学を卒業後、アルバイト先の会社に世話になる形で2018年春から東京でヨガインストラクターとして働き始めたが、入社後も寄席通いは続き落語への憧れが消えず半年で退職し、9月に「軽妙な語り口にひかれた」という三遊亭遊吉に入門。前座名「美よし」。2019年2月に楽屋入り。同年3月、浅草演芸ホールで初高座（演目は「道灌」）。
2022年3月上席より、講談師の神田鯉花とともに二ツ目に昇進。富山県出身女性では初。

## 人物
- 趣味は、筋トレ、クロスフィット、ヨガ（RYT200取得）、神保町散策[2]。2023年に三遊亭仁馬のYouTubeチャンネルにゲスト出演し、仁馬にヨガの「鷲のポーズ」や「鳩のポーズ」を教えている[5]。
- 弟子入り志願時について師匠は「浅草だったと思いますけど、なんか追いかけてきて。僕もとるつもりなかったんですけどね」と語り、二ツ目昇進時には師匠から「まぁ明るいからいい。それが一番」、大師匠の三代目三遊亭遊三からは「リズム感がいい。おしゃべりはリズムだから」と評されている[6]。

## 芸歴
- 2018年9月 - 三遊亭遊吉に入門。
- 2019年2月 - 楽屋入り。
- 2023年3月 - 二ツ目昇進。